# The Fave Raves
The Fave Raves（ザ・フェイブ・レイブス）は、日本のソウルバンド。東京を中心に、活動は日本各地。曲はオリジナルの他、現在はサザン・ソウルのカバー（オーティス・レディング、サム・クック、サム・アンド・デイヴ、ウィルソン・ピケットなど）を主に演奏。

## 経歴
1990年マディ・ランプスの青山ハルヒロとヒトミトキオを中心に結成。2枚のオリジナルアルバムを出した後、1995年活動休止。2004年の東京MODS MAYDAYにて、元The Dismate（ディーズメイト）の関アキシロの参加と共に復活。その後数枚のオムニバスアルバムに参加。現在も各種イベントに出演中。

## メンバー
- 青山ハルヒロ（ボーカル)
- ヒトミトキオ（ギター、コーラス）
- 関アキシロ（ギター、コーラス）
- 渡辺カズシゲ（ベース、コーラス）
- 岩脇ソウタロウ（ドラムス)

## DISCS
- 1991年　Cafe au Go Go（オムニバス）
- 1992年　Feelin'Alright
- 1994年　The Fave Raves
- 2005年　MODS MAYDAY 25th（オムニバス）
- 2006年　MODERN WORLD （オムニバス）
- 2007年　MODS MUSIC FROM JAPANESE MODS SCENE（オムニバス）
- 2009年　Modernity Presents "Here come the Modernity"（オムニバス）

## 出演イベント
- MODS MAYDAY（東京、名古屋、広島）
- March of the Mods
- 東京⇔ロンドン化計画
- ビバ・ヤング
- ディスカバリー・ジャパン
- 定禅寺ストリートジャズフェスティバル
- Rockin’Daddy
- BEAT MANIA!
- DECKREC PRESENTS ROCK'N'ROLL FAN CLUB、他